# Maen Llia

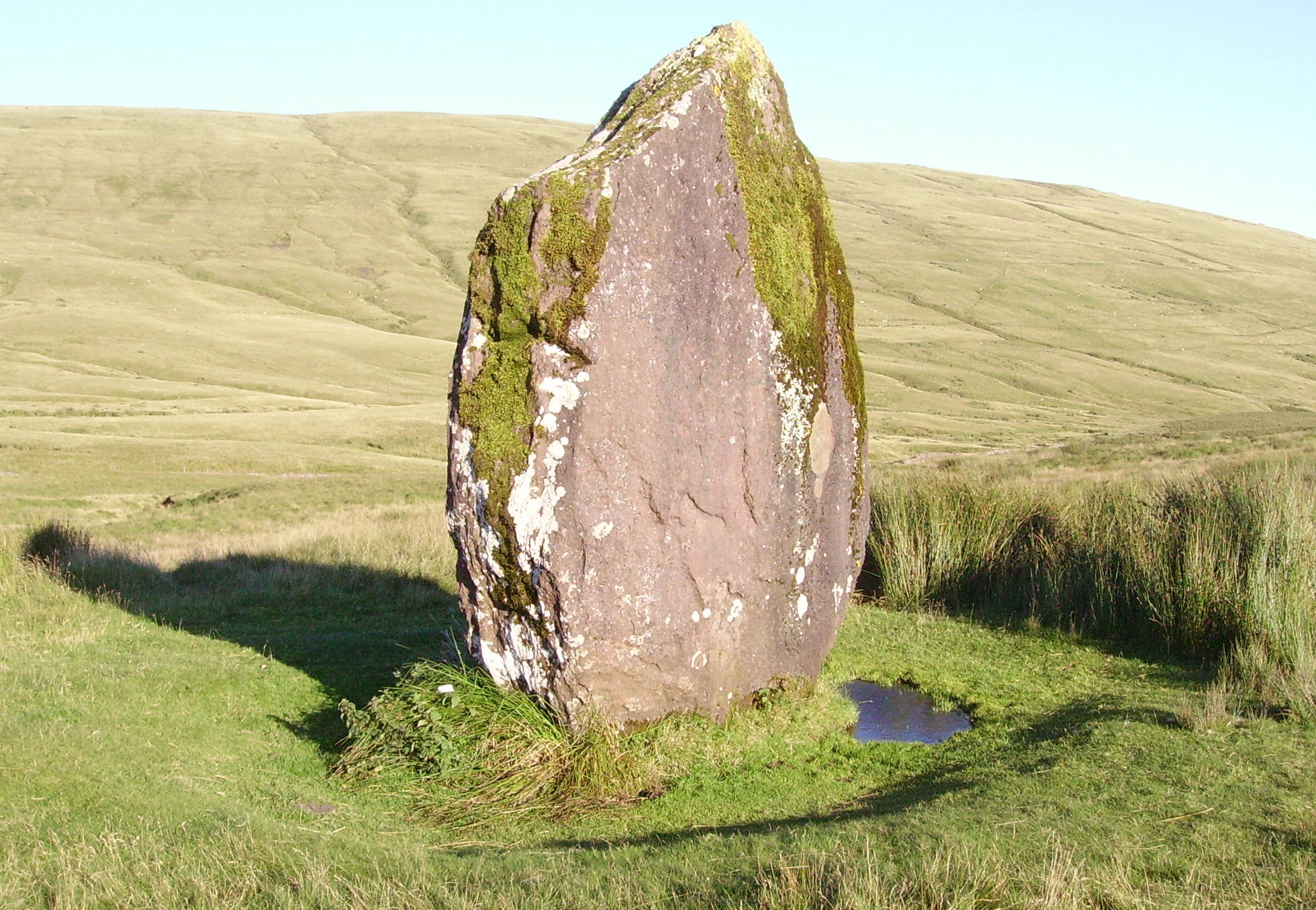
Der flechtenbewachsene Maen Llia

Der Maen Llia [mai̯n ɬia] steht zwischen dem Brecon-Beacons-Nationalpark und den Hügeln der Black Mountains südlich von Sennybridge, in Powys, in Wales.
Maen Llia ist ein über 3,7 m hoher, knapp 3,0 m breiter und 60 bis 75 Zentimeter dicker Menhir aus Konglomerat, der Ähnlichkeit mit einem steinzeitlichen Faustkeil hat. Er stammt aus der Jungstein- oder der Bronzezeit.
Es muss ein wichtiger Übergang zwischen den Hügeln gewesen sein, denn die Römer bauten rund 3000 Jahre später die Straße „Sarn Helen“ direkt am Stein vorbei, und die aktuelle Straße folgt noch in einem Teilabschnitt dem alten Verlauf. In den 1940er Jahren waren noch einige schwache Inschriften in Latein und Ogam auf dem Stein sichtbar.
Nach einer auf den Britischen Inseln vielfach überlieferten Legende von „trinkenden Menhiren“ klettert auch der „Maen Llia“ den Berg hinab, um jeden Morgen, wenn der Hahn kräht, aus dem Fluss Nedd zu trinken.